# Pero flavisaria
Pero flavisaria là một loài bướm đêm trong họ Geometridae.